# Metembia flava
Metembia flava är en insektsart som beskrevs av Ross 1943. Metembia flava ingår i släktet Metembia och familjen Embiidae. Inga underarter finns listade i Catalogue of Life.